# Isi Foighel
Isi Foighel (* 21. Dezember 1927 in Chemnitz, Deutschland; † 12. September 2007 in Kopenhagen) war ein aus Deutschland stammender dänischer Jurist und Politiker von Det Konservative Folkeparti, der vom 10. September 1982 bis zum 10. September 1987 Minister für Steuern und Abgaben (Skatte- og Afgiftsminister) sowie von 1988 bis 1998 Richter am Europäischen Gerichtshof für Menschenrechte (EGMR) war.

## Leben

### Herkunft, Studium und Rechtsanwalt
Foighel stammte aus einer deutschen jüdischen Familie und floh 1932 mit seiner Mutter Hania Foighel nach Dänemark, wo er in Kopenhagen erst die Carolineskole und danach die La Courvejens Skole besuchte. Während des Zweiten Weltkrieges floh er nach der Besetzung Dänemarks durch die deutsche Wehrmacht nach Schweden und besuchte dort zwischen 1943 und 1945 die dänische Schule in Göteborg.
Nach Kriegsende kehrte Foighel nach Dänemark zurück und begann nach Abschluss des Statsgymnasiet Schneekloths Skole 1946 ein Studium der Rechtswissenschaften an der Universität Kopenhagen, das er nach einer 1948 begonnenen Spezialisierung auf Öffentliches Recht 1952 als Candidatus juris (Cand. juris) abschloss. Nach Beendigung des Studiums wurde er 1952 Lektor für öffentliches Recht an der Universität Kopenhagen und erhielt für seine wissenschaftliche Verdienste 1956 die Goldmedaille der Universität.
Nachdem er Foighel 1956 seine anwaltliche Zulassung und ließ sich danach von 1957 bis 1964 als selbständiger Rechtsanwalt (Landsretssagfører) nieder. Während dieser Zeit schloss er 1961 seine Promotion zum Doktor der Rechte (Dr. juris) mit einer Dissertation zur Verstaatlichung fremden Eigentums, die 1964 unter dem Titel Nationalisering af fremmed ejendom veröffentlicht wurde.

### Hochschullehrer und Vorsitzender der Dänischen Flüchtlingshilfe
1964 nahm Foighel den Ruf auf eine Professur für Rechtswissenschaften an der Universität Kopenhagen an und lehrte dort bis 1973. Danach war er für ein Jahr bis 1974 wieder als Rechtsanwalt tätig. In dieser Zeit befasste er sich mit zahlreichen juristischen Themen und war als juristischer Berater verschiedener Ausschüsse und Kommissionen tätig. 
Zu seinen Arbeitsschwerpunkten gehörte die juristische Fortbildung, aber auch Entwicklungshilfe, Minderheiten- und Flüchtlingsprobleme. Dabei war sein Einsatz in diesen Bereichen geprägt durch die starken persönlichen Erlebnisse als jüdischer Flüchtling. Die Lösung juristischer Fragen erfolgte dabei durch die genaue Analyse der Probleme und einer anschließenden Abhandlung mit sprachlicher Präzision. In den 1960er Jahren spielte er eine maßgebliche Rolle bei dem Beschluss der dänischen Regierung, die Einwanderung jüdischer Flüchtlinge aus Polen und deren Aufnahme in Dänemark zuzulassen.
Als Vorsitzender der Dänischen Flüchtlingshilfe (Dansk flygtningehjælp) von 1965 bis 1971 leistete Foighel einen wesentlichen Beitrag in der Arbeit dieser Organisation von freiwilligen Helfern bei der Gestaltung der dänischen Flüchtlingspolitik und war damit einer der Hauptverantwortlichen bei der praktischen Umsetzung der Flüchtlingshilfe.
Als Hochschullehrer setzte er sich auch maßgeblich für die Menschenrechte in Dänemark ein und war 1967 kurzzeitig Direktor des Instituts für internationales Recht und Europarecht (Institut for international Ret og Europaret) sowie anschließend zwischen 1968 und 1973 Mitglied von dessen Senat. 
Daneben war Foighel von 1972 bis 1973 Vorsitzender der jüdischen Gemeinde Dänemarks (Det mosaiske Trossamfund).

### Einsatz für die Selbstverwaltung Grönlands
Foighel leistete als Vorsitzender der Hjemmestyrekommission von 1975 bis 1978 einen wichtigen Beitrag für die innere Autonomie Grönlands und war zugleich von 1975 bis 1991 auch Vorsitzender der Kommission für Wissenschaftliche Untersuchungen in Grönland. Als Mitglied einer anderen Minderheit hatte er dabei den notwendigen Hintergrund für das Verständnis der Konfliktfelder zwischen Dänemark und Grönland.
Während dieser Tätigkeit gelang es ihm, das Vertrauen der Politiker und Verwaltungsbeamten in Grönland, aber auch der Minderheiten in der Region Syddanmark zu erhalten, um durch seine Verhandlungsführung die Idee der Selbstverwaltung voranzubringen. Er hatte insbesondere Verständnis für die Probleme der Menschen mit der Selbstverwaltung und führte dazu in einer Radiosendung 1976 aus:
„Die Grönländer möchten sich selbst gegenüber ihren eigenen Wert bestätigt bekommen, und obwohl ein jeder Mensch seinen eigenen unmessbaren Wert hat, ist es wichtig für ein Volk sich bewusst zu machen, dass sie die Verantwortung für ihre eigene Existenz bekommen und nicht unter der Vormundschaft anderer aufwachsen“.
‚Grønlænderne ønsker over for sig selv at få bekræftet deres eget værd og selv om ethvert menneske har sin egen umålelige værdi, er det vigtigt for et folk at det bevidstgøres, at det får ansvar for egen tilværelse og ikke vokser op under andres formynderskab‘.
Für seine Verdienste um Grönland wurde ihm 1990 der Nersornaat in Gold verliehen.

### Minister, Abgeordneter und Richter am EGMR
Am 10. September 1982 wurde Foighel, der von 1980 bis 1997 eine Professur für Steuerrecht an der Universität Kopenhagen innehatte, von Ministerpräsident Poul Schlüter zum Minister für Steuern und Abgaben (Skatte- og Afgiftsminister) in dessen Kabinett berufen und bekleidete dieses Amt genau fünf Jahre lang bis zum 10. September 1987. Sein Nachfolger als Steuerminister wurde daraufhin Anders Fogh Rasmussen von der Venstre. Foighel war nach Henry Grünbaum der zweite Minister, der aus einer Einwandererfamilie stammte.
Bei den Wahlen vom 10. Januar 1987 wurde er als Kandidat von Det Konservative Folkeparti auch zum Mitglied des Folketing gewählt und gehörte diesem für eine Legislaturperiode bis zum 8. September 1987 an.
Nach dem Tod von Jørgen Gersing am 8. Juni 1988 wurde er dessen Nachfolger als Richter am Europäischen Gerichtshof für Menschenrechte (EGMR) in Straßburg und bekleidete dieses Richteramt zehn Jahre lang bis zum 31. Oktober 1998. Sein Nachfolger wurde im Anschluss am 1. November 1998 Peer Lorenzen.
Neben seiner Richtertätigkeit war Foighel von 1991 bis 1995 Vorsitzender des Aufsichtsrates von Danmarks Radio (DR). Nach Beendigung seines Richteramtes am EGMR wurde er 1998 Seniorforscher am Dänischen Zentrum für Menschenrechtsangelegenheiten (Det danske center for menneskerettigheder). Gleichzeitig fungierte er zwischen 1999 und 2004 als Vorsitzender des Aufsichtsrates des Arktischen Instituts (Det Arktisk Institut) in Kopenhagen.
Nach seinem Tod wurde Foighel auf dem Mosaisk Vestre Begravelsesplads beigesetzt, einem jüdischen Friedhof in Kopenhagen.

## Veröffentlichungen
- Studiebog i folkeret, Mitautor Alf Ross, 1954, Neuauflage 1980
- Nationaliseringers internationale virkningen, 1955
- Nationalisering af fremmed ejendom, 1964
- Indledning til formueretten, 1966, Neuauflage 1971
- Menneskerettighederne, Mitautor Ole Espersen, 1968
- De europæiske fællesskaber, 1969
- Automobilforhandlerkontrakter, Mitautor Hans Gammeltoft-Hansen, 1970
- EF-ret: almindelig del, Mitautoren Karsten Hagel-Sørensen, Claus Gulmann, 1985
- Jura er ikke nok, 1997
- Kend din menneskeret, 1999
- Om grønjakker, Pedal-Ove og andre menneskerettighedsproblemer, 2005
- Miraklet i Danmark, 2007

in englischer Sprache
- Nationalisation: A Study in the Protection of Alien Property in International Law, 1957
- Nationalization and Compensation, 1964
- The Law of Automobile Dealers Contracts: An Analysis, Mitautor Hans Gammeltoft-Hansen, 1970
- Development Aid: A Legal Analysis, 1971
- A Framework for Local Autonomy : Home Rule in Greenland, 1979
- Nationalization: A Study in the Protection of Alien Property in International Law, 1982
- US/UK Arbitration Concerning Heathrow Airport User Charges, Mitautoren Fred F. Fielding, Jeremy Lever, 1994
- Judgments, Reports and Other Material: European Court of Human Rights, 1996
- Freedom of Expression: Three Cases on Racism and Toleration, 2000
- The Miracle in Denmark: The Rescue of the Jews, 1943–1945, 2007